# Craugastor rayo
Craugastor rayo är en groddjursart som först beskrevs av Savage och DeWeese 1979.  Craugastor rayo ingår i släktet Craugastor och familjen Craugastoridae. IUCN kategoriserar arten globalt som otillräckligt studerad. Inga underarter finns listade i Catalogue of Life.